# Keegan Kolesar
Keegan Kolesar (Brandon, Manitoba, 8 de abril de 1997), apodado Koley, es un jugador profesional canadiense de hockey sobre hielo que se desempeña en la posición de extremo derecho en Vegas Golden Knights, equipo de la National Hockey League (NHL).

## Carrera
Fue seleccionado en la tercera ronda en la NHL Entry Draft de 2015. En 2019 hizo su debut profesional con el equipo Vegas Golden Knights, donde lleva jugando cinco temporadas.